# Saint-Bohaire
Saint-Bohaire és un municipi francès, situat al departament del Loir i Cher i a la regió de Centre – Vall del Loira. L'any 2007 tenia 329 habitants.

## Demografia

### Població
El 2007 la població de fet de Saint-Bohaire era de 329 persones. Hi havia 139 famílies, de les quals 36 eren unipersonals (24 homes vivint sols i 12 dones vivint soles), 55 parelles sense fills, 44 parelles amb fills i 4 famílies monoparentals amb fills.
La població ha evolucionat segons el següent gràfic:
Habitants censats

### Habitatges
El 2007 hi havia 161 habitatges, 143 eren l'habitatge principal de la família, 3 eren segones residències i 14 estaven desocupats. 158 eren cases i 3 eren apartaments. Dels 143 habitatges principals, 123 estaven ocupats pels seus propietaris, 15 estaven llogats i ocupats pels llogaters i 6 estaven cedits a títol gratuït; 2 tenien una cambra, 5 en tenien dues, 19 en tenien tres, 47 en tenien quatre i 70 en tenien cinc o més. 127 habitatges disposaven pel capbaix d'una plaça de pàrquing. A 49 habitatges hi havia un automòbil i a 86 n'hi havia dos o més.

### Piràmide de població
La piràmide de població per edats i sexe el 2009 era:
| Homes | Edats   | Dones |
| ----- | ------- | ----- |
| 0     | 95 o +  | 0     |
| 0     | 90 a 94 | 12    |
| 0     | 85 a 89 | 0     |
| 0     | 80 a 84 | 0     |
| 8     | 75 a 79 | 0     |
| 8     | 70 a 74 | 4     |
| 20    | 65 a 69 | 8     |
| 8     | 60 a 64 | 16    |
| 20    | 55 a 59 | 20    |
| 20    | 50 a 54 | 24    |
| 12    | 45 a 49 | 12    |
| 12    | 40 a 44 | 8     |
| 12    | 35 a 39 | 12    |
| 8     | 30 a 34 | 12    |
| 8     | 25 a 29 | 16    |
| 8     | 20 a 24 | 4     |
| 4     | 15 a 19 | 12    |
| 4     | 10 a 14 | 20    |
| 12    | 5 a 9   | 4     |
| 4     | 0 a 4   | 4     |

## Economia
El 2007 la població en edat de treballar era de 229 persones, 165 eren actives i 64 eren inactives. De les 165 persones actives 160 estaven ocupades (85 homes i 75 dones) i 5 estaven aturades (2 homes i 3 dones). De les 64 persones inactives 33 estaven jubilades, 21 estaven estudiant i 10 estaven classificades com a «altres inactius».

### Ingressos
El 2009 a Saint-Bohaire hi havia 163 unitats fiscals que integraven 390,5 persones, la mediana anual d'ingressos fiscals per persona era de 22.204 €.

### Activitats econòmiques
Dels 8 establiments que hi havia el 2007, 2 eren d'empreses de fabricació d'altres productes industrials, 1 d'una empresa de comerç i reparació d'automòbils, 1 d'una empresa d'hostatgeria i restauració, 1 d'una empresa d'informació i comunicació, 1 d'una empresa immobiliària i 2 d'empreses de serveis.
L'any 2000 a Saint-Bohaire hi havia 9 explotacions agrícoles que ocupaven un total de 1.251 hectàrees.

## Equipaments sanitaris i escolars
El 2009 hi havia una escola elemental integrada dins d'un grup escolar amb les comunes properes formant una escola dispersa.

## Poblacions més properes
El següent diagrama mostra les poblacions més properes.